# Marathyssa angustipennis
Marathyssa angustipennis là một loài bướm đêm trong họ Noctuidae.